# Devin Lahardi Fitriawan
Devin Lahardi Fitriawan (* 28. Juli 1983 in Tasikmalaya) ist ein indonesischer Badmintonspieler.

## Karriere
Devin Lahardi Fitriawan belegte 2005 Platz zwei im Mixed bei den Chinese Taipei Open. 2007 siegte er bei den New Zealand Open und wurde Dritter bei den Asienmeisterschaften. 2008 gewann er die Chinese Taipei Open. Zwei Jahre später gab es erneut Bronze bei den Asienmeisterschaften.

## Sportliche Erfolge
| Saison | Veranstaltung       | Disziplin    | Platz | Name                                      |
| ------ | ------------------- | ------------ | ----- | ----------------------------------------- |
| 2005   | Chinese Taipei Open | Mixed        | 2     | Devin Lahardi / Vita Marissa              |
| 2007   | New Zealand Open    | Herrendoppel | 3     | Anggun Nugroho / Devin Lahardi Fitriawan  |
| 2007   | New Zealand Open    | Mixed        | 1     | Devin Lahardi Fitriawan / Lita Nurlita    |
| 2007   | Asienmeisterschaft  | Mixed        | 3     | Devin Lahardi Fitriawan / Lita Nurlita    |
| 2008   | Chinese Taipei Open | Mixed        | 1     | Devin Lahardi / Lita Nurlita              |
| 2010   | Asienmeisterschaft  | Mixed        | 3     | Devin Lahardi Fitriawan / Liliyana Natsir |